# 1831
1831 (MDCCCXXXI) je bilo navadno leto, ki se je po gregorijanskem koledarju začelo na soboto, po 12 dni počasnejšem julijanskem koledarju pa na četrtek.

## Dogodki
- 2. januar - Papež Gregor XVI. postane 254. papež
- 10. marec - ustanovljena je Francoska tujska legija
- 16. marec - Victor Hugo v Parizu izda svoj gotski romantični roman Notredamski zvonar
- 7. april - po odstopu Pedra I. se začne 58-letna vladavina njegovega sina, Pedra II., zadnjega monarha Brazilskega cesarstva
- 21. julij - Leopold I. Belgijski, prvi kralj Belgijcev, je kronan v Bruslju
- 7. avgust - William Miller v pridigi prvič napove Jezusov drugi prihod, s čimer se začne adventistično gibanje
- 29. avgust - Michael Faraday prvič prikaže elektromagnetno indukcijo
- 6.–8. september - ruske sile zavzamejo Varšavo in zatrejo novembrsko vstajo
- 26. december - v Trstu (takrat del Avstrijskega cesarstva) je ustanovljena finančna korporacija Generali
- 27. december - Charles Darwin odrine na potovanje okrog sveta na krovu ladje HMS Beagle
- Cyrus Hall McCormick iznajde prvi žetveni stroj

## Rojstva
- 25. januar – Štefan Pinter, pesnik in sodnik Gornjega Senika († 1875)
- 24. februar - Georg Leo Caprivi, nemški general in politik slovenskega rodu († 1899)
- 28. april - Peter Guthrie Tait, škotski fizik, matematik († 1901)
- 13. junij - James Clerk Maxwell, škotski fizik, matematik († 1879)
- 28. september - Fran Levstik, slovenski pesnik, dramatik, kritik, jezikoslovec († 1887)
- 6. oktober - Richard Dedekind, nemški matematik in logik († 1916)
- 8. december - Fjodor Aleksandrovič Bredihin, ruski astronom, astrofizik († 1904)

Neznan datum
- Joseph Remy Leopold Delboeuf, belgijski filozof, psiholog († 1896)

## Smrti
- 4. julij - James Monroe, ameriški predsednik (* 1758)
- 24. avgust - August Neithardt von Gneisenau, pruski maršal (* 1760)
- 14. november - Georg Wilhelm Friedrich Hegel, nemški filozof (* 1770)
- 16. november - Carl von Clausewitz, pruski vojaški teoretik (* 1780)

Neznan datum
- Rjokan Taigu, japonski zen budistični menih, pesnik in kaligraf (* 1758)